# Guillem III de Nevers
Guillem III de Nevers (francès: Guillaume III de Nevers)  (1107 (Gregorià) - Auxerre, 21 de novembre de 1161 (Gregorià)) i d'Auxerre (IV de Tonnerre), comte de Nevers, d'Auxerre i de Tonnerre (1148-1161), fill de Guillem II, comte de Nevers i d'Auxerre (i III de Tonnerre), i d'Adelaida.

## Biografia
Es va casar amb Ida de Sponheim, filla d'Engelbert de Sponheim, duc de Caríntia, i d'Uta de Passau, i va tenir:
- Guillem IV (1130 † 1168) comte de Nevers i Auxerre, V de Tonnerre
- Guiu (1131 † 1176)
- Adela (1145 † 1195), casada amb Renald III senyor de Joigny
- Renald, vescomte de Decize

Seria a l'origen de la fundació de l'abadia de Premonstratencs de Notre-dame i Saint-Paul de Bellevaux, a Limanton al departament de Nièvre el 1157.